# 额磷沁罗卜藏
额磷沁罗卜藏（？—1696年），17世纪阿拉坦汗王朝（和托辉特部）珲台吉政权的第三代珲台吉。阿什海（札萨克图汗部的祖先）的玄孙，硕垒乌巴什的孙子，鄂木布额尔德尼之子。
1652年，鄂木布额尔德尼去世，额磷沁罗卜藏即位“珲台吉”（本为“皇太子”音译，此后为“副王”之意）。额磷沁罗卜藏坚持抵制俄罗斯的扩张。1662年，额磷沁罗卜藏攻杀札萨克图汗旺舒克，立绰默尔根为札萨克图汗。土谢图汗察珲多尔济和准噶尔汗僧格东西两路夹击阿拉坦汗王朝。察珲多尔济击败额磷沁罗卜藏，额磷沁罗卜藏逃到叶尼塞河上游。1667年，额磷沁罗卜藏被僧格俘虏。僧格砍下额磷沁罗卜藏的右手，将狗肉塞进他的嘴里侮辱他。后额磷沁罗卜藏脱逃，1682年，又被札萨克图汗所擒，1691年之后，额磷沁罗卜藏逃到青海。1692年，朝觐康熙帝，封辅国公。1696年，随康熙帝二征噶尔丹，卒于军中。三子：鄂尔齐图哈坦巴图尔、拉哩、衮布车凌。鄂尔齐图哈坦巴图尔之子纳玛璘藏布为札萨克图中右翼末次旗札萨克一等台吉。